# Afonso Cruz
Afonso Cruz (Figueira da Foz, 1971) és un escriptor, realitzador de pel·lícules d'animació, il·lustrador i músic portuguès.
Cruz va estudiar a l'Escola Superior de Belles Arts de Lisboa i a l'Instituto d'Arts Plàstiques de Madeira.
La seva carrera inclou diverses pel·lícules d'animació i series. Va iniciar la seva carrera com a escriptor de ficció el 2008 amb la novel·la A Carne de Deus. Guanyà un important premi de contes amb la seva obra Enciclopédia da Estória Universal tot i que ha estat reconegut internacionalment per La muñeca de Kokoschka y Jesucristo bebía cerveza (Alfaguara, 2014).

## Obra

### Com a realitzador
Ha treballat en pel·lícules d'animació, en diversos llargmetratges, sèries i publicitat. Destaca el curtmetratge Dois Diários e um Azulejo, basat en l'obra del poeta portuguès Mário de Sá Carneiro i que va ser realitzat juntament amb Luís Alvoeiro i Jorge Margarido el 2002.

### Com a il·lustrador
Ha publicat diverses il·lustracions en diaris i revistes, com per exemple per a la revista Rua Sésamo, també per a manuals escolars, storyboards i publicitat. Ha il·lustrat prop de tres desenes de llibres per a nens amb textos de José Jorge Letria, António Manuel Couto Viana, Alice Vieira i António Mota, entre d'altres.

### Com a escriptor
Va publicar la seva primera novel·la el 2008, A Carne de Deus — Aventuras de Conrado Fortes e Lola Benites (Bertrand), al que va seguir el 2009, Enciclopédia da Estória Universal (Quetzal Editors), distingit amb el Gran Premi de Contes Camilo Castelo Branco. El 2010, va publicar Os Livros Que Devoraram o Meu Pai (Editorial Caminho), guardonat amb el Premi Literari Maria Rosa Colaço, i A Contradição Humana (Caminho), guanyador del premio Autors SPA/RTP. El 2012, va ser distingit amb el Premi de la Unió Europea de Literatura amb el llibre A Boneca de Kokoschka (Quetzal, 2010). Jesus Cristo Bebia Cerveja (Alfaguara, 2012) va ser premi Time Out - Llibre de l'Any. El 2014, Per onde Vão us Guarda-chuvas (Alfaguara, 2013) va guanyar el Premi Autors com a Millor Llibre de ficció Narrativa, atorgat per la SPA.

### Com a músic
Forma part de la banda de blues/roots The Soaked Lamb, amb la qual ha enregistrat els àlbums Homemade Blues, Hats and Chairs, i Evergreens.

## Obres Publicades
- Jesucristo bebía cerveza (Alfaguara, 2014)
- La Muñeca de Kokoschka (Rayo Verde, 2015)
- Un Pintor debajo de un fregadero (Rayo Verde, 2017)
- Els llibres que van devorar el meu pare (Blackie Books, 2019)